# Rasa de la Font d'Ainès
La Rasa de la Font d'Ainès és un torrent afluent per l'esquerra de la Rasa de Font Canaleta.
Neix al vessant sud del turó de Sant Gabriel. De direcció predominant cap a les 7 del rellotge, passa a tocar del costat de llevant de les masies d'Ainès i d'Armingous.

## Municipis per on passa
Des del seu naixement, la Rasa de la Font d'Ainès passa successivament pels següents termes municipals.
|                                      | Longitud (en m.) | % del recorregut |
| ------------------------------------ | ---------------- | ---------------- |
| Per l'interior del municipi de Riner | 158              | 5,51%            |
| Per l'interior del municipi de Pinós | 2.712            | 94,49%           |

## Xarxa hidrogràfica
La xarxa hidrogràfica de la Rasa de la Font d'Ainès està constituïda per 7 cursos fluvials que sumen una longitud total de 5.966 m.

### Distribució municipal
El conjunt de la xarxa hidrogràfica de la Rasa de la Font d'Ainès transcorre pels següents termes municipals: